# Har Šlomcijon
Har Šlomcijon (hebrejsky: הר שלומציון) je hora o nadmořské výšce 759 metrů v centrálním Izraeli, v pohoří Judské hory.
Nachází se cca 9 kilometrů severozápadně od centra Jeruzaléma, v západní části města Mevaseret Cijon. Má podobu vyvýšené planiny, jejíž vrcholová partie je zastavěna obytnými čtvrtěmi města Mevaseret Cijon, konkrétně čtvrtí Šchnuna Alef. Na jižní straně vede pod vrcholem dálnice číslo 1. Západní zalesněné svahy hory spadají do údolí vádí Nachal Ksalon. Na severu se zvedá hora Har Achiram, na protější straně dálnice číslo 1 stojí vrch Har Ma'oz.